# Metropolis (émission de télévision)
Pour les articles homonymes, voir Metropolis.
Metropolis est une ancienne émission de télévision consacrée à la culture (cinéma, littérature, spectacles, musique, peinture, architecture...) diffusée chaque semaine sur Arte le samedi. Sa rédaction en chef a été assurée de 1995 à 2006 par Pierre-André Boutang, puis de janvier 2007 à décembre 2011, par Rebecca Manzoni et, en alternance avec Anja Höfer (2010-2011). L'émission s'arrête en mai 2020.
La première émission a été diffusée le 8 janvier 1995, en un format de 19,30 minutes, coordonnée par Pierre-André Boutang, réalisée par Jean-Denis Bonan et coproduite par La Sept Arte.